# Шильденфельд, Гордон
Го́рдон Ши́льденфельд (нем. Gordon Schildenfeld, хорв. Gordon Šildenfeld; 18 марта 1985, Шибеник, СФРЮ) — хорватский футболист австрийского происхождения, защитник. Выступал в сборной Хорватии.

## Карьера

### Клубная

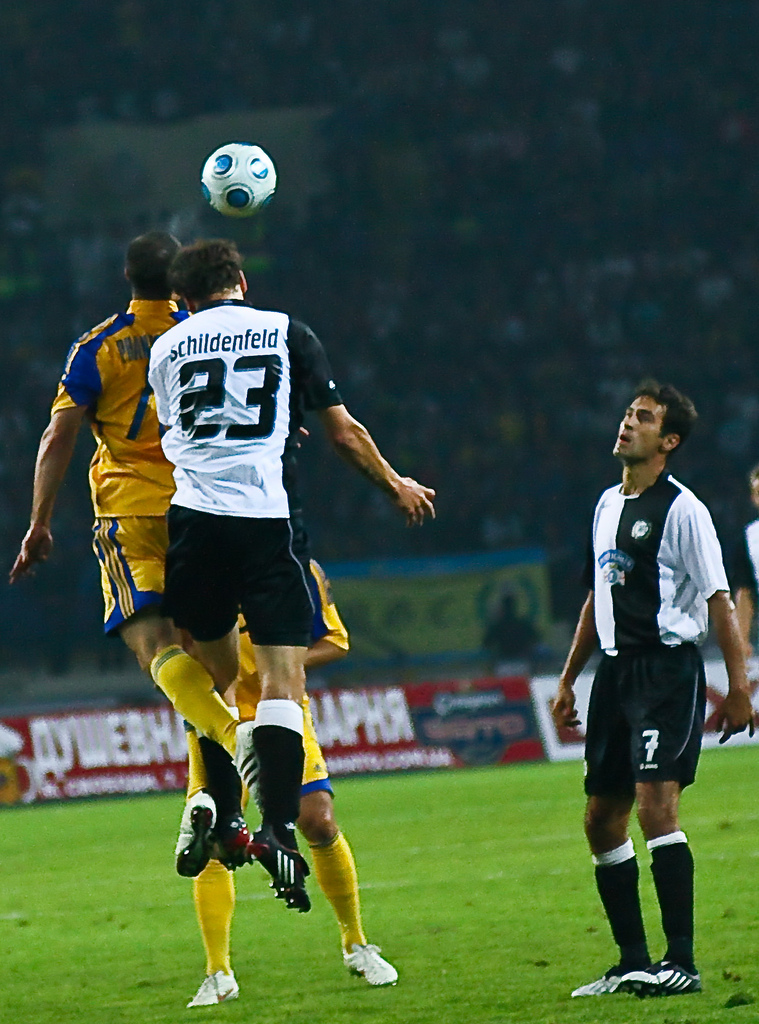
Гордон Шильденфельд в матче против «Металлиста»

Воспитанник футбольного клуба «Шибеник». В возрасте 16 лет дебютировал в основной команде против «Камня» из Инграда. Провёл сезон 2005/06 во второй хорватской лиге, сумел вывести команду в первую лигу и благодаря своим выступлениям получил множество предложений от известнейших хорватских клубов. Выбрал в итоге в зимнее межсезонье 2006/07 годов «Динамо» из Загреба, в составе которого отыграл сезон 2007/08.
В 2008 году был выкуплен турецким «Бешикташем», но летом был отдан в аренду немецкому «Дуйсбургу». Через год снова перешёл на правах аренды, но уже в австрийский «Штурм». 8 июня 2010 подписал трёхлетнее соглашение о выступлении за клуб, сумма сделки составила 400 тысяч евро. Между клубами было достигнуто соглашение, что в случае досрочного разрыва контракта 20 % суммы перейдут к «Бешикташу». В сезоне 2010/2011 хорватский игрок стал чемпионом Австрии. 7 июля 2011 он подписал с вылетевшим во 2-ю бундеслигу «Айнтрахтом» контракт и, таким образом, расторг соглашение со «Штурмом». Сумма сделки составила миллион евро.
10 июля 2012 года заключил трёхлетний контракт с московским «Динамо»..
28 июля 2012 года Шильденфельд дебютирует за новую команду, выходя на замену вместо Лео Фернандеса, во втором тайме матча против «Зенита». В этом поединке имел возможность отличиться, но его удар в последний момент отбил головой вратарь питерцев Вячеслав Малафеев.
9 января 2013 года был отдан московским «Динамо» на полгода в аренду греческому клубу ПАОК с возможным правом дальнейшего выкупа.

### В сборной
В 2006 году был призван в состав молодёжной сборной Хорватии. Через три года 14 ноября 2009 дебютировал в основной сборной, выйдя на 59-й минуте вместо Дарио Срны в матче против Лихтенштейна (хорваты выиграли 5:0). В октябре 2010 года снова получил вызов в сборную Хорватии, сыграв 9 октября 2010 свой первый официальный матч против Израиля. Вошёл в заявку на чемпионат Европы 2012 и чемпионат мира 2014. 28 марта в матче против Норвегии забил свой первый гол за сборную после подачи углового.

## Достижения
«Штурм»
- Чемпион Австрии: 2010/11
- Победитель Кубка Австрии: 2009/10
- Обладатель Кубка Греции: 2013/14

 «Динамо (Загреб)»
- Чемпион Хорватии: 2015/16
- Обладатель Кубка Хорватии : 2015/16

## Личная жизнь
Его отец — австриец. Женат, жена Ивана, имеет двух дочерей — Патрицию и Лейлу.